# Lista załogowych lotów kosmicznych (2021–2030)
Wszystkie daty podane są według czasu uniwersalnego (UTC).
| Misja                   | Data                                    | Załoga                                                                           | Opis |
| ----------------------- | --------------------------------------- | -------------------------------------------------------------------------------- | --- |
| Sojuz MS-18             | 9 kwietnia – 17 października 2021       | Oleg W. Nowicki Piotr W. Dubrow Mark T. Vande Hei                                | Ekspedycja 64 i Ekspedycja 65 na Międzynarodowej Stacji Kosmicznej. Powrót z załogą w składzie: Oleg Nowicki, Klim Szypienko i Julia Peresild.                                                                                                   |
| SpaceX Crew-2           | 23 kwietnia – 9 listopada 2021          | R. Shane Kimbrough K. Megan McArthur Akihiko Hoshide Thomas G. Pesquet           | Ekspedycja 65 i Ekspedycja 66 na Międzynarodowej Stacji Kosmicznej. |
| Shenzhou 12             | 17 czerwca – 17 września 2021           | Nie Haisheng Liu Boming Tang Hongbo                                              | Połączenie z modułem orbitalnym Tianhe stacji kosmicznej Tiangong. |
| Inspiration4            | 16–18 września 2021                     | Jared Isaacman Sian H. Proctor Hayley Arceneaux Christopher Sembroski            | Pierwszy prywatny lot orbitalny bez udziału zawodowych astronautów na pokładzie statku Crew Dragon. |
| Sojuz MS-19             | 5 października 2021 – 30 marca 2022     | Anton N. Szkaplerow Klim A. Szypienko Julia S. Peresild                          | Anton Szkaplerow dołączył do stałej załogi (Ekspedycja 65–67) na Międzynarodowej Stacji Kosmicznej. Ekipa filmowa (Szypienko i Peresild) powróciła w Sojuzie MS-18. Powrót z załogą w składzie: Anton Szkaplerow, Piotr Dubrow i Mark Vande Hei. |
| Shenzhou 13             | 15 października 2021 – 16 kwietnia 2022 | Zhai Zhigang Wang Yaping Ye Guangfu                                              | Połączenie z modułem orbitalnym Tianhe stacji kosmicznej Tiangong. |
| SpaceX Crew-3           | 11 listopada 2021 – 6 maja 2022         | Raja J.V. Chari Thomas H. Marshburn Matthias J. Maurer Kayla S. Barron           | Ekspedycja 66 i Ekspedycja 67 na Międzynarodowej Stacji Kosmicznej. |
| Sojuz MS-20             | 8–20 grudnia 2021                       | Aleksandr A. Misurkin Yūsaku Maezawa Yozo Hirano                                 | Połączenie z Międzynarodową Stację Kosmiczną. Dwójka turystów (Maezawa i Hirano). |
| Sojuz MS-21             | 18 marca – 29 września 2022             | Oleg G. Artiemjew Denis W. Matwiejew Siergiej W. Korsakow                        | Stała załoga Międzynarodowej Stacji Kosmicznej |
| Axiom Mission 1         | 8–25 kwietnia 2022                      | Michael E. López-Alegría Larry Connor Mark L. Pathy Etan M. Stibbe               | Lot turystyczny na Międzynarodową Stację Kosmiczną na pokładzie statku Crew Dragon. |
| SpaceX Crew-4           | 27 kwietnia – 14 października 2022      | Kjell N. Lindgren Robert T. Hines Jr. Samantha Cristoforetti Jessica A. Watkins  | Stała załoga Międzynarodowej Stacji Kosmicznej. |
| Shenzhou 14             | 5 czerwca – 4 grudnia 2022              | Chen Dong Liu Yang Cai Xuzhe                                                     | Połączenie ze stacją kosmiczną Tiangong. |
| Sojuz MS-22             | 21 września 2022 – 27 września 2023     | Siergiej Prokopiew Dmitrij Pietielin Francisco Rubio                             | Stała załoga Międzynarodowej Stacji Kosmicznej. Powrót załogi w statku Sojuz MS-23. |
| SpaceX Crew-5           | 5 października 2022 – 12 marca 2023     | Nicole A. Mann Josh A. Cassada Kōichi Wakata Anna J. Kikina                      | Stała załoga Międzynarodowej Stacji Kosmicznej. |
| Shenzhou 15             | 29 listopada 2022 – 3 czerwca 2023      | Fei Junlong Deng Qingming Zhang Lu                                               | Połączenie ze stacją kosmiczną Tiangong. |
| SpaceX Crew-6           | 2 marca – 4 września 2023               | Stephen G. Bowen Warren W. Hoburg Sultan AlNeyadi Andriej W. Fiediajew           | Stała załoga Międzynarodowej Stacji Kosmicznej. |
| Axiom Mission 2         | 21–31 maja 2023                         | Peggy A. Whitson John P. Shoffner Ali Alqarni Rayyanah Barnawi                   | Lot komercyjny na Międzynarodową Stację Kosmiczną na pokładzie statku Crew Dragon. |
| Shenzhou 16             | 30 maja – 31 października 2023          | Jing Haipeng Zhu Yangzhu Gui Haichao                                             | Połączenie ze stacją kosmiczną Tiangong. |
| SpaceX Crew-7           | 26 sierpnia 2023 – 12 marca 2024        | Jasmin Moghbeli Andreas E. Mogensen Satoshi Furukawa Konstantin S. Borisow       | Stała załoga Międzynarodowej Stacji Kosmicznej. |
| Sojuz MS-24             | 15 września 2023 – 6 kwietnia 2024      | Oleg D. Kononienko Nikolaj A. Czub Loral A. O’Hara                               | Stała załoga Międzynarodowej Stacji Kosmicznej. Powrót z załogą w składzie: Oleg Nowicki, Marina Wasilewskaja i Loral O’Hara. |
| Shenzhou 17             | 26 października 2023 – 30 kwietnia 2024 | Tang Hongbo Tang Shengjie Jiang Xinlin                                           | Połączenie ze stacją kosmiczną Tiangong. |
| Axiom Mission 3         | 18 stycznia – 9 lutego 2024             | Michael E. López-Alegria Walter Villadei Alper Gezeravci H. Marcus Wandt         | Lot komercyjny na Międzynarodową Stację Kosmiczną na pokładzie statku Crew Dragon. |
| SpaceX Crew-8           | 4 marca – 25 października 2024          | Matthew S. Dominick Michael R. Barratt Jeanette J. Epps Aleksandr S. Griebionkin | Stała załoga Międzynarodowej Stacji Kosmicznej. |
| Sojuz MS-25             | 23 marca – 23 września 2024             | Oleg W. Nowicki Marina W. Wasilewskaja Tracy E. Caldwell Dyson                   | Tracy Caldwell Dyson dołączyła do stałej załogi na Międzynarodowej Stacji Kosmicznej. Oleg Nowicki i Marina Wasilewskaja powrócili w Sojuzie MS-24. Powrót z załogą w składzie: Oleg Kononienko, Nikolaj Czub i Tracy Caldwell-Dyson.            |
| Shenzhou 18             | 25 kwietnia – 3 listopada 2024          | Ye Guangfu Li Cong Li Guangsu                                                    | Połączenie ze stacją kosmiczną Tiangong. |
| Boeing Crew Flight Test | 5 czerwca – 7 września 2024             | Barry E. Wilmore Sunita L. Williams                                              | Misja testowa statku Boeing Starliner. Połączenie z Międzynarodową Stację Kosmiczną. Starliner powrócił na Ziemię bez załogi 7 września 2024. Załoga powróciłą na Ziemię 18 marca 2025 z misją SpaceX Crew-9.                                    |
| Polaris Dawn            | 10–15 września 2024                     | Jared T. Isaacman Scott Poteet Sarah Gillis Anna Menon                           | Prywatny lot na pokładzie statku Crew Dragon. Wejście na wysoką orbitę o apogeum 1400 km. Isaacman i Gillis wyszli w otwartą przestrzeń kosmiczną.                                                                                               |
| Sojuz MS-26             | 11 września 2024 – 20 kwietnia 2025     | Aleksiej N. Owczinin Iwan W. Wagner Donald R. Pettit                             | Stała załoga Międzynarodowej Stacji Kosmicznej. |
| SpaceX Crew-9           | 28 września 2024 – 18 marca 2025        | Tyler N. Hague Aleksandr W. Gorbunow                                             | Stała załoga Międzynarodowej Stacji Kosmicznej. Powrót z załogą w składzie: Tyler Hague, Aleksandr Gorbunow, Barry Wilmore i Sunita Williams. |
| Shenzhou 19             | 29 października 2024 – 30 kwietnia 2025 | Cai Xuzhe Song Lingdong Wang Haoze                                               | Połączenie ze stacją kosmiczną Tiangong. |
| SpaceX Crew-10          | 14 marca – 9 sierpnia 2025              | Anne Ch. McClain Nichole S. Ayers Takuya Ōnishi Kiriłł A. Pieskow                | Stała załoga Międzynarodowej Stacji Kosmicznej. |
| Fram2                   | 1–4 kwietnia 2025                       | Chun Wang Jannicke J. Mikkelsen Rabea P. Rogge Eric L. J. Philips                | Prywatny lot na pokładzie statku Crew Dragon. Pierwszy lot załogowy na orbicie polarnej. |
| Sojuz MS-27             | od 8 kwietnia 2025                      | Siergiej N. Ryżykow Aleksiej W. Zubrickij Jonathan Y. Kim                        | Stała załoga Międzynarodowej Stacji Kosmicznej. |
| Shenzhou 20             | od 24 kwietnia 2025                     | Chen Dong Chen Zhongrui Wang Jie                                                 | Połączenie ze stacją kosmiczną Tiangong. |
| Axiom Mission 4         | 25 czerwca – 15 lipca 2025              | Peggy A. Whitson Shubhanshu Shukla Sławosz Uznański-Wiśniewski Tibor Kapu        | Lot komercyjny na Międzynarodową Stację Kosmiczną na pokładzie statku Crew Dragon. |
| SpaceX Crew-11          | od 1 sierpnia 2025                      | Zena M. Cardman Edward M. Fincke Kimiya Yui Oleg W. Płatonow                     | Stała załoga Międzynarodowej Stacji Kosmicznej. |